# Chaetodus hoffmanni
Chaetodus hoffmanni är en skalbaggsart som beskrevs av Federico Ocampo 2006. Chaetodus hoffmanni ingår i släktet Chaetodus och familjen Hybosoridae. Inga underarter finns listade i Catalogue of Life.